# Son Valls
Son Valls (o Son Valls de Padrinas) es una localidad y pedanía española perteneciente al municipio de Felanich, en la parte oriental de Mallorca, comunidad autónoma de las Islas Baleares. Cerca de esta localidad se encuentran los núcleos de Villafranca de Bonany, Felanich capital, Porreras y Manacor.
Se trata de una pequeña aldea de población diseminada situada entre las posesiones de Algorefa y Son Ramón, dentro de la llanura conocida como el pla de Son Valls, de unos nueve kilómetros de extensión.

## Historia
Son Valls tiene su origen en la época árabe, más concretamente entre los siglos XIII y XV, cuando aparece una alquería denominada  "Padrina", que fue adquirida en 1469 por la familia Valls. A partir de entonces está documentada en los legajos jurisdiccionales y en el archivo municipal de Felanich como "Son Valls de Padrina" o "Son Valls de Padrinas".
Existe documentación en la que consta que en 1747 dicha posesión tenía casas, una bodega, dos alambiques, un molino y un oratorio dedicado a la Virgen del Rosario, posteriormente cedido a la Diócesis de Mallorca y declarado público. Las tierras de la gran alquería habían sido divididas en 1565 por Don Bernardo Valls.
En 1924 se estableció en la localidad un convento de monjas de la Providencia. Unos años después, en 1933, se construyó una escuela. Ambos se encuentran actualmente abandonados.
Entre 1944 y 1955 también se erigió una nueva iglesia en honor a Cristo Rey, quedando el antiguo oratorio como Iglesia Vieja. Con el paso del tiempo el nombre de Son Valls de Padrinas derivó progresivamente hasta la denominación actual de Son Valls.

## Demografía
Según el Instituto Nacional de Estadística de España, en el año 2019 Son Valls contaba con 208 habitantes censados, lo que representa el 1,17% de la población total del municipio.

### Evolución de la población
| Gráfica de evolución demográfica de Son Valls entre 2009 y 2019 |
|                                                                 |
| Datos según el nomenclátor publicado por el INE.                |

## Comunicaciones
Algunas distancias entre Son Valls y otras ciudades:
| Ciudades          | Distancia (km) |
| ----------------- | -------------- |
| Felanich          | 6              |
| Manacor           | 12             |
| Palma de Mallorca | 48             |

## Cultura

### Monumentos

#### Iglesia de Cristo Rey
La Iglesia de Cristo Rey atesora en su interior una serie de imágenes murales pintadas al fresco. La imaginería que se puede contemplar en el ábside central y los dos laterales fueron diseñados por el sacerdote manacorense Lorenzo Bonnin (1921-2014), conocido popularmente como Don Llorenç, un religioso que combinaba su sacerdocio con la pintura y escritura.

### Fiestas
Son Valls celebra sus fiestas populares el domingo anterior al Adviento, en honor a Cristo Rey, patrón del pueblo.